# Красная Горка (городской округ Семёновский)
Кра́сная Го́рка — деревня в составе Хахальского сельсовета городского округа Семёновский.
Деревня располагается на левом берегу реки Керженец.
| 2002 | 2010 |
| ---- | ---- |
| 7    | ↘6   |